# Лудвиг I фон Хомберг
Лудвиг I фон Хомберг (на немски: Ludwig I von Homberg; † 27 април 1289 при Берн) от фамилията на графовете на Фробург (клон Фробург-Хомберг) в Золотурн е граф на Хомберг в Швейцария и господар на Раперсвил.

## Произход
Той е син на граф Херман IV фон Фробург-Хомберг (* 1230 † пр. 15 май 1253 или 15 май 1253) и съпругата му ... фон Тирщайн-Хомберг, единствена дъщеря на граф Вернер III фон Хомберг (* 1316 † 30 март/22 септември 1323 † сл. 25 май 1323). Брат е на Вернер I фон Хомберг (* 1254 † 6 февруари 1273), граф на Хомберг, и на Фридрих фон Хомберг († 8 февруари пр. 1285 или пр. ноември 1284), граф на Хомберг. Вероятната му сестра Анна ? († 1281) е омъжена за Хайнрих II фон Раполтщайн († сл. 1275).
Лудвиг I фон Хомберг е убит в битката при Шосхалде на 27 април 1289 г. и е погребан във Ветинген.

## Брак и потомство
Лудвиг I фон Хомберг се жени пр. 15 януари 1283 г. за Елизабет фон Раперсвил (* 1251/1261 † 10 април 1309), дъщеря и наследничка на граф Рудолф IV фон Раперсвил († 1262) и Мехтилд фон Нойфен или фон Вац († сл. 1267). Имат трима сина и три дъщери:
- Вернер II фон Хомберг (* 1284 † 21 март 1320 при Генуа в Италия), минезингер, граф на Фробург-Хомберг, жени се 1. ок. 11 юни 1315 / 6 април 1316 г. за графиня Мария фон Йотинген († 10 юни 1369), вдовица на доведения му баща граф Рудолф III фон Хабсбург-Лауфенбург († 22 януари 1315 в Монпелие), граф на Лауфенбург, господар на Раперсвил, дъщеря на граф Фридрих I фон Йотинген († 1311/1313) и съпругата му Елизабет фон Дорнберг († 1309/1311). Имат един син: Вернер III фон Хомберг (* 1316; † 30 март/ 22 септември 1323), нар. „Вернли“ (* 1316 † 30 март/22 септември 1323[2] или сл. 25 май 1323[5]), граф на Хомберг, последен представител на клона Ной-Хомберг, неженен 2. за неизвестна. Има и един извънбрачен син: Петер († сл. 4 март 1327)
- Сесилия фон Хомберг (* пр. 1280; † сл. 1338), приореса в Доминиканския манастир в Йотенбах
- Анна фон Хомберг († сл. 30 януари 1286)
- Клара фон Хомберг († сл. 1313), омъжена пр. 29 юли 1305 (договор) за Егино (IV) фон Меч († сл. ноември 1341), фогт на Меч, син на Егино (III) фон Метш, фогт на Меч и на съпругата му Аделхайд фон Монфор. Имат двама сина и една дъщеря: Йохан (I) фон Меч († сл. 1358), Хартвиг (III) фон Меч († сл. 1 февруари 1360) и Клара фон Меч (неизв.), омъжва се пр. 30 юли 1328 за Конрад фон Шена[9]
- Рудолф фон Хомберг († 14 януари 1304/25 октомври 1306)
- Лудвиг II фон Хомберг († 1315), граф на Хомберг, неженен

Вдовицата му Елизабет фон Раперсвил се омъжва втори път преди 12 март 1296 г. за граф Рудолф III фон Хабсбург-Лауфенбург († 1315). Сл. 1284 г. трябва да преотстъпи части от Господство Раперсвил, а след смъртта ѝ останалите части са дадени на сина ѝ Вернер. След смъртта му те преминават в ръцете на Йохан I фон Хабсбург-Лауфенбург – неин син от втория ѝ брак. През 1354 те са закупени от херцог Албрехт II фон Хабсбург.

## Галерия
- Останки от замък Хомберг
- Останки от замък Фробург
- Дворец Раперсвил